# Појана (Васлуј)
Појана (рум. Poiana) насеље је у Румунији у округу Васлуј у општини Негрешти. Oпштина се налази на надморској висини од 116 m.

## Становништво
Према подацима из 2002. године у насељу је живело 276 становника, од којих су сви румунске националности.